# Giải bóng đá Nhật Bản 1992
Số liệu Japan Football League mùa 1992.

## Hạng Nhất
| Vị trí | Câu lạc bộ    | Điểm | T  | H | B  | BT | BB | HS   | Ghi chú        |
| ------ | ------------- | ---- | -- | - | -- | -- | -- | ---- | -------------- |
| 1      | Yamaha Motors | 44   | 13 | 5 | 0  | 37 | 6  | ＋31 |                |
| 2      | Hitachi       | 40   | 12 | 4 | 2  | 37 | 19 | ＋18 |                |
| 3      | Fujita Kogyo  | 31   | 9  | 4 | 5  | 37 | 22 | －15 |                |
| 4      | Yanmar Diesel | 24   | 7  | 3 | 8  | 23 | 19 | ＋4  |                |
| 5      | Toshiba       | 23   | 6  | 5 | 7  | 30 | 29 | +1   |                |
| 6      | Fujitsu       | 20   | 5  | 5 | 8  | 19 | 27 | -8   |                |
| 7      | Tokyo Gas     | 20   | 5  | 5 | 8  | 22 | 34 | －12 |                |
| 8      | Dược Otsuka   | 18   | 4  | 6 | 8  | 17 | 29 | －12 |                |
| 9      | Honda         | 16   | 4  | 4 | 10 | 19 | 36 | －17 | Xuống Hạng Hai |
| 10     | Nippon Kokan  | 11   | 2  | 5 | 11 | 12 | 32 | －20 | Xuống Hạng Hai |

## Hạng Hai
Seino Unyu và Osaka Gas được lên hạng sau khi thắng trận Playoff Khu vực.
| Vị trí | Câu lạc bộ       | Điểm | T  | H | B  | BT | BB | HS   | Ghi chú            |
| ------ | ---------------- | ---- | -- | - | -- | -- | -- | ---- | ------------------ |
| 1      | Chuo Bohan       | 38   | 12 | 2 | 4  | 46 | 21 | ＋25 | Lên Hạng Nhất      |
| 2      | Kyoto Shiko Club | 37   | 11 | 4 | 3  | 39 | 17 | ＋22 | Lên Hạng Nhất      |
| 3      | Thép Kawasaki    | 35   | 11 | 2 | 5  | 32 | 17 | +15  |                    |
| 4      | Cosmo Oil        | 30   | 9  | 3 | 6  | 26 | 21 | ＋5  |                    |
| 5      | Kofu Club        | 28   | 9  | 1 | 8  | 26 | 29 | －3  |                    |
| 6      | NTT Kanto        | 22   | 5  | 7 | 6  | 24 | 20 | ＋4  |                    |
| 7      | Seino Unyu       | 19   | 4  | 7 | 7  | 20 | 29 | －9  |                    |
| 8      | Toho Titanium    | 14   | 2  | 8 | 8  | 9  | 19 | －10 |                    |
| 9      | Dược Tanabe      | 14   | 3  | 5 | 10 | 17 | 32 | －15 | Xuống Giải khu vực |
| 10     | Osaka Gas        | 12   | 3  | 3 | 12 | 14 | 48 | －34 | Xuống Giải khu vực |